# Parque Nacional Natural Sierra de La Macarena
Parque Nacional Natural Sierra de La Macarena är en nationalpark i Colombia.   Den ligger i departementet Meta, i den centrala delen av landet, 220 km söder om huvudstaden Bogotá. Parque Nacional Natural Sierra de La Macarena ligger 820 meter över havet.
Tropiskt monsunklimat råder i trakten. Årsmedeltemperaturen i trakten är 22 °C. Den varmaste månaden är januari, då medeltemperaturen är 24 °C, och den kallaste är juni, med 20 °C. Genomsnittlig årsnederbörd är 3 078 millimeter. Den regnigaste månaden är juni, med i genomsnitt 413 mm nederbörd, och den torraste är januari, med 20 mm nederbörd.